# یوخم دوبر
یوخم دوبر (هلندی: Jochem Dobber؛ زادهٔ ۸ ژوئیهٔ ۱۹۹۷) دونده اهل هلند است.
وی در مسابقات کشوری و بین‌المللی در مجموع برندهٔ ۱ مدال طلا شده‌است.